# 서울 차량질주 사건
여의도광장 차량질주 사건(汝矣島廣場車輛疾走事件)은 1991년 10월 19일, 시력장애를 앓던 20대 남자가 훔친 차량을 몰고 대한민국 서울특별시 영등포구의 여의도광장 (지금의 여의도공원)으로 돌진, 질주하여 23명의 사상자(사망 2명, 부상 21명)를 낸 사건이다.

## 사건 개요
범인 김용제(당시 21세)는 시력이 나쁘다는 이유로 직장에서 해고당한 것에 대해 앙심을 품고 자신이 근무했던 모 양말공장 사장이 운전하는 대우자동차(현 한국지엠)의 르망 펜타파이브로 추정되는 프라이드 승용차를 훔친 뒤, 1991년 10월 19일 서울 여의도광장에 차를 몰고 나온 직후, 오후 4시 35분 경 그곳에 나와있는 시민들을 향해 시속 100km로 돌진했다. 이 사고로 자전거를 타고 놀던 윤신재(당시 6세)와 지현일(당시 12세) 등 2명이 목숨을 잃었고, 김신중(당시 15세) 등 21명이 중경상을 입었다. 김용제는 차가 멈춘 직후 밖으로 나와 여중생 1명을 흉기로 위협, 인질극을 벌이다 시민들에게 격투 끝에 붙잡혔다.

## 사건 경위 및 전말
경찰 조사에서 김용제는 "시력이 나쁘다는 이유로 일하는 직장마다 빈번히 쫓겨나 주위 사람들이 자신을 무시하고 냉대하는 것 같아서 사회에 복수하고 죽고 싶었다", '자신은 언제나 입에 풀칠하기도 바쁜데 남들은 호의호식하고 행복해하는 현실에 좌절, 범행을 결심했다"라고 진술했다. 실제 김용제는 중국집 배달원, 나이트클럽에서 인사하는 웨이터, 공장 직공등으로 일했는데 약시때문에 직장마다 해고되고 말았다. 김용제의 차량질주로, 귀엽게 세발자전거를 타고 놀다가 죽임당한 여섯살 어린이의 할머니 한 분이 손자와 며느리를 사고와 마음의 병으로 잃은 고통을 극복하고 용서했다. 할머니는 “공포에 떨고 있는 용제의 모습을 보곤, 어처구니 없는 비극을 저지르게 한 책임은 전적으로 우리 사회에도 있구나 하는 생각을 떨칠 수가 없었습니다.”라고 생각했다. 시력이 나쁜 김용제를 배려해서 안경을 맞추고, 김수환 추기경과 함께 선처를 요구했다. 김용제는 1992년 6월, 대법원에서 최종 사형 확정 판결을 받았고, 5년 6개월 뒤인 1997년 12월 30일 사형이 집행되어 형장의 이슬로 사라지면서, 대선 정국으로 인한 경제 위기에서 비롯되는 사회적 불안감에 편승한 흉악범들의 발로를 사전에 처단하기 위한 의도가 담겨져 있는 것으로 풀이된다. 이 사건 이후 여의도 자전거 광장은 폐쇄 후, 여의도 공원으로 탈바꿈하였다.
이 사건의 장본인인 김용제는 문민정부(김영삼 정부) 시절 역사적 사료에 기록된 한국의 마지막 사형수 중 하나이므로, 종교 단체 일각에선, 김영삼 정부의 마지막 사형 집행은 정권 교체기의 어수선한 사회적 분위기를 틈타 이루어진 무모한 인명 살상 행위로 비난하여, 사형제도에 대한 재검토가 필요하다고 주장하면서, 이듬해인 1998년에 국민의 정부(김대중 정부) 출범 이후, 단 한 차례도 사형 집행이 이루어지지 않아 국제 인권 단체인 엠네스티는 한국을 동아시아 국가 중에 실질적 사형 폐지국으로 분류한 바 있다.

## 유사 사건
- 1992년 8월 16일 같은 장소에서 조현병을 앓던 택시기사 이봉주(당시 35세)가 자신이 운전하던 스텔라 택시를 몰고 돌진하여 22명에게 부상을 입혔다.
- 아키하바라 살인 사건